# Zbigniew Nowak (polityk)
Zbigniew Nowak (ur. 10 grudnia 1963 w Miechowie) – polski polityk, przedsiębiorca, elektromechanik, poseł na Sejm IV kadencji.

## Życiorys

### Wykształcenie i praca zawodowa
W 1981 ukończył Zasadniczą Szkołę Zawodową (został elektromechanikiem). Maturę zdał w 2004, po czym podjął nieukończone studia prawnicze.
W latach 1981–1983 pracował jako spawacz w Stoczni Gdynia. Był członkiem NSZZ „Solidarność”. W 1983, znalazłszy się w RFN, wystąpił o azyl polityczny, który – jak sam twierdził – uzyskał w grudniu tego samego roku. Przez kilka lat mieszkał i prowadził firmę w Hamburgu.
W 1992 wrócił do Polski. Przez kilkanaście lat prowadził działalność gospodarczą w Łodzi. Wydawał też lokalną gazetę „Nowy Pińczowianin”.

### Działalność polityczna
W wyborach parlamentarnych w 2001 wystartował z listy Samoobrony RP w okręgu kieleckim, uzyskał mandat poselski liczbą 6339 głosów. W Sejmie IV kadencji zasiadał m.in. w Komisji do Spraw Kontroli Państwowej, Komisji Sprawiedliwości i Praw Człowieka (od lutego 2002), a także kilku podkomisjach. W grudniu 2001 odszedł z Klubu Parlamentarnego Samoobrony RP. Później zasiadał w kole Polskiej Racji Stanu, a pod koniec kadencji pozostawał posłem niezrzeszonym.
Trzykrotnie był karany przez Komisję Etyki Poselskiej prawomocnymi uchwałami (w 2002 i 2005). Z mównicy kilkakrotnie rzucał oskarżenia wobec innych posłów, wielokrotnie za to i za swoje zachowanie był upominany przez marszałka Sejmu. W wyborach parlamentarnych w 2005 bez powodzenia kandydował z własnego komitetu do Senatu RP.
O sporządzonym przez siebie Raporcie Nowaka po raz pierwszy mówił, gdy deklarował rozpoczęcie na początku 2005 głodówki. Później utworzył stronę internetową, na której opisał szczegóły swojego śledztwa dotyczącego polityków, rzekomych układów i korupcji. W maju 2005 trzymał transparent z adresem tej strony. Po swoim wystąpieniu podczas debaty o skróceniu kadencji pozostał na mównicy. Według podawanych przez polityka informacji miał prowadzić głodówkę ciągłą przez 70 dni w drugiej połowie 2006, następnie ją przerwać 15 października, po czym miał ją podjąć ponownie 17 października 2006. Łącznie, licząc od kwietnia 2005 do października 2006, jego protesty głodowe rzekomo trwały ponad 200 dni.
Przyczynił się do ujawnienia sprawy tzw. króla żelatyny oraz niektórych wątków tzw. afery starachowickiej.

### Postępowania sądowe
W 2008 został uznany przez sąd winnym fałszywego zawiadomienia o przestępstwie (zawiadomienia o rzekomej korupcji policjantów). Wymierzono mu karę grzywny, której nie uiścił, wskutek czego orzeczono zastępczą karę pozbawienia wolności.